# Arche scaligere

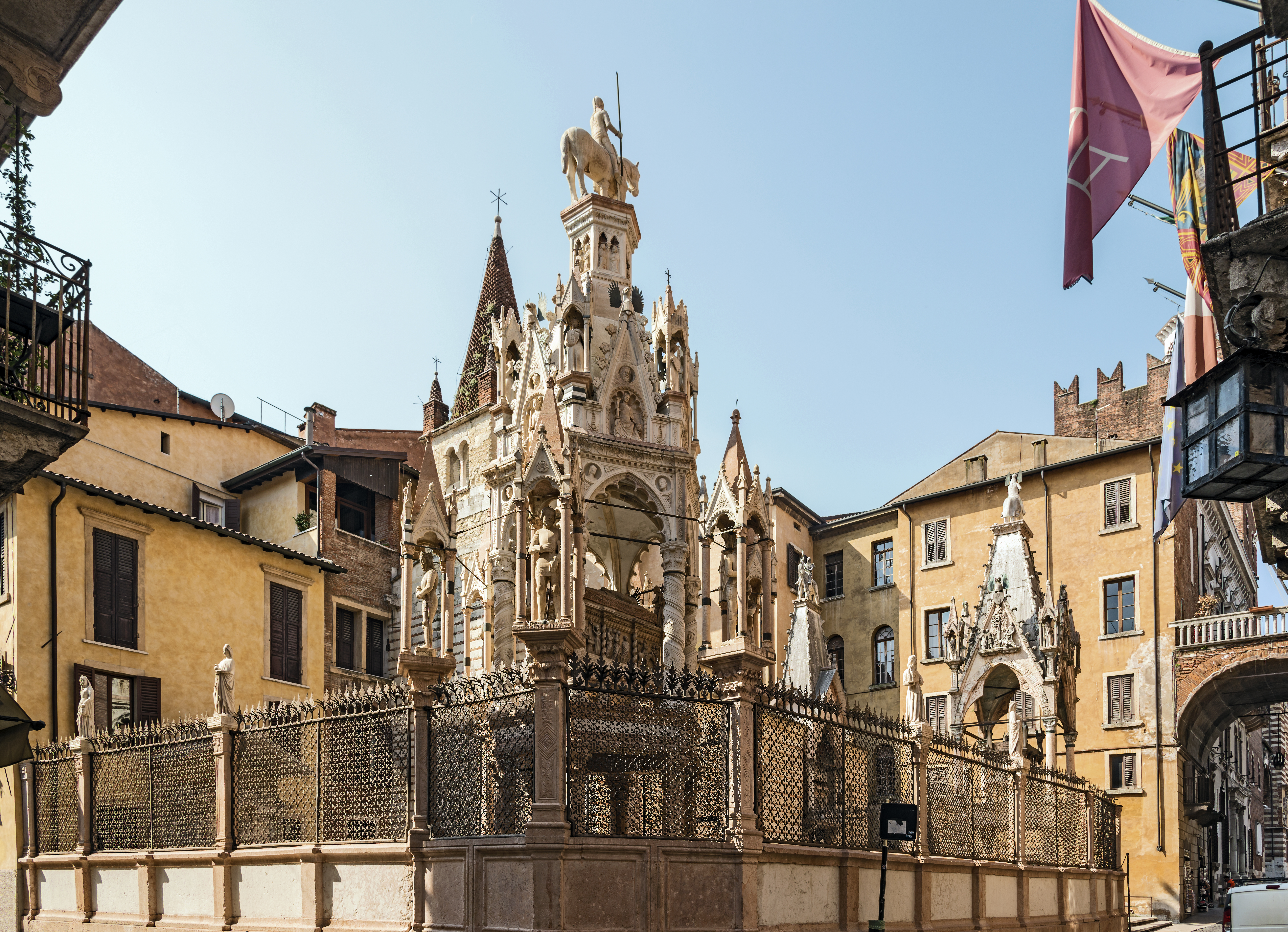
Tumbas de los Scaligeri. En primer plano, la tumba de Cansignorio; detrás, la de Mastino II.

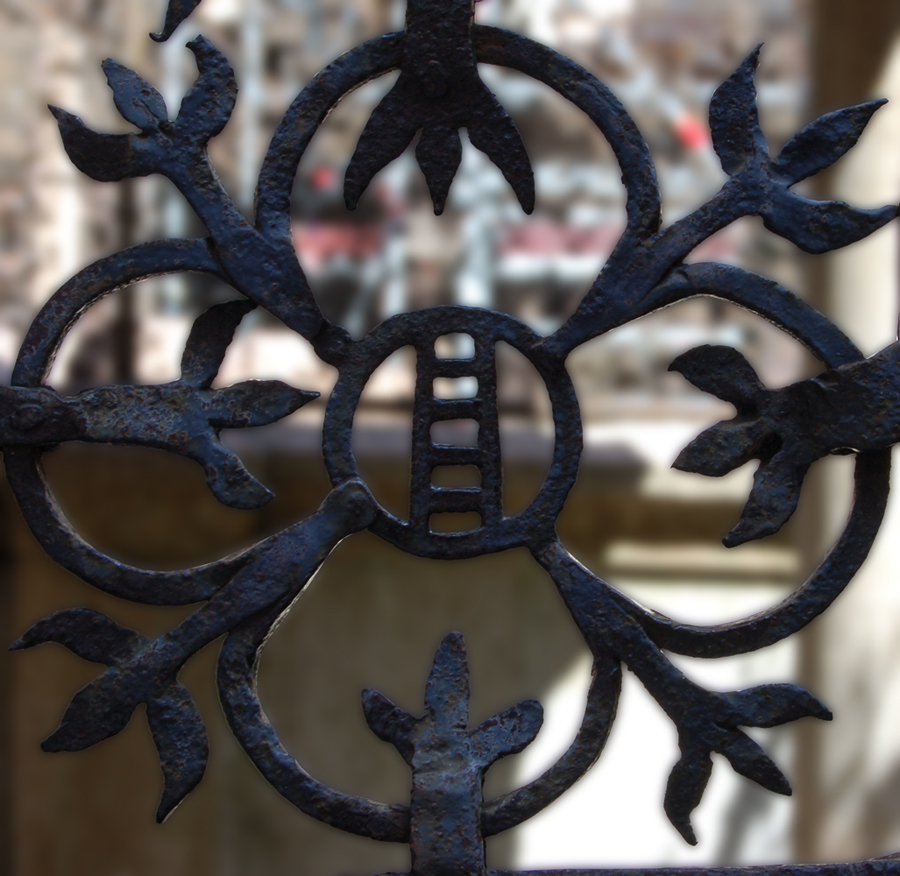
Detalle de la reja, con el emblema heráldico de los Scaligeri o Della Scalla.

Arche scaligere es la denominación de un grupo de cinco monumentos funerarios levantados por la familia Scaligeri o Della Scala en la ciudad de Verona a lo largo del siglo XIV. Se sitúan en un atrio de la iglesia de Santa Maria Antica, separado de la calle por un muro con reja, cerca del Palazzo di Cansignorio y la Piazza dei Signori. Todos menos uno tienen forma de templete cubierto con baldaquino. 
Muy deteriorados con el paso del tiempo, desde el siglo XVI estaban en un estado de semi-abandono. En 1786 se realizó una completa restauración del monumento de Mastino; y en 1839 se proyectó una restauración general de todo el conjunto monumental. Entre los autores que dejaron testimonio su admiración estuvo John Ruskin. Según el historiador francés Georges Duby, son «uno de los más insignes y significativos monumentos del arte Gótico».
Cada uno de los cinco monumentos está destinado a contener el arca funeraria (arca, en plural arche) de:
- Cangrande della Scala (muerto en 1329, destacado gibelino, amigo y protector de Dante, el más famoso de los gobernantes de la ciudad de esta familia), que dejó dispuesto en su testamento la construcción de su monumento funerario, siendo el primero de ellos en levantarse. Fue diseñado por el arquitecto de la iglesia de Santa Anastasia, quien lo planificó como un tabernáculo gótico, sostenido por las figuras de unos perros (por el nombre de "can grande"). Sobre el sepulcro, la estatua yacente[5] del difunto se caracteriza por una inusual sonrisa. El sepulcro se decora a cada lado con altorrelieves de tema religioso y bajorrelieves de tema militar. En la cúspide del baldaquino se disponía una estatua ecuestre de Cangrande, ahora reemplazada por una copia (el original se conserva en el Museo de Castelvecchio).
- Mastino II della Scala (muerto en 1351). Comenzada en 1345, fue modificada durante su construcción. Originalmente pintada y dorada, rodeada por cuatro estatuas de las Virtudes en las esquinas. Los lados de la urna funeraria se decoraron con motivos religiosos; sobre el sepulcro se dispone la estatua yacente del difunto, custodiada por dos ángeles. el baldaquino tiene temas religiosos en el frontón, y también se corona con una estatua ecuestre.
- Alberto II della Scala (muerto en 1352).[6] Al contrario que los demás, no tiene baldaquino, limitándose a un sarcófago, aunque ricamente decorado.
- Giovanni della Scala (muerto en 1359).[7] Se construyó en el muro de la iglesia. Se finalizó en 1359 por Andriolo de' Santi,[8] y hasta 1400 se localizó en la iglesia de San Fermo Maggiore.[9] En 1831 se desplazó al Ponte Navi;[10] actualmente se encuentra al fondo del cementerio, contra el muro exterior de una casa.
- Cansignorio della Scala (muerto en 1375).[11] Construida en 1375, es la más ricamente decorada. Fue diseñada por Bonino da Campione, con esculturas de santos guerreros, personajes evangélicos, las Virtudes y los Apóstoles; además de la gran estatua ecuestre de Cansignorio.

Hay también tres tumbas más sencillas junto al muro exterior, que probablemente corresponden a Bartolomeo I, a Cangrande II y a Bartolomeo II o a Bailardo Nogarola.

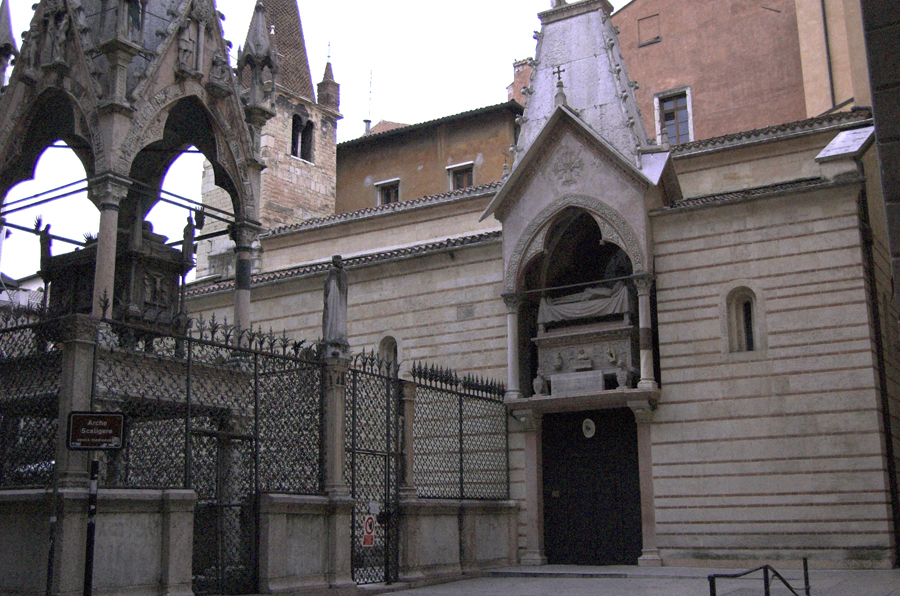
La la izquierda, tumba de Mastino II, a la derecha, la de Cangrande.
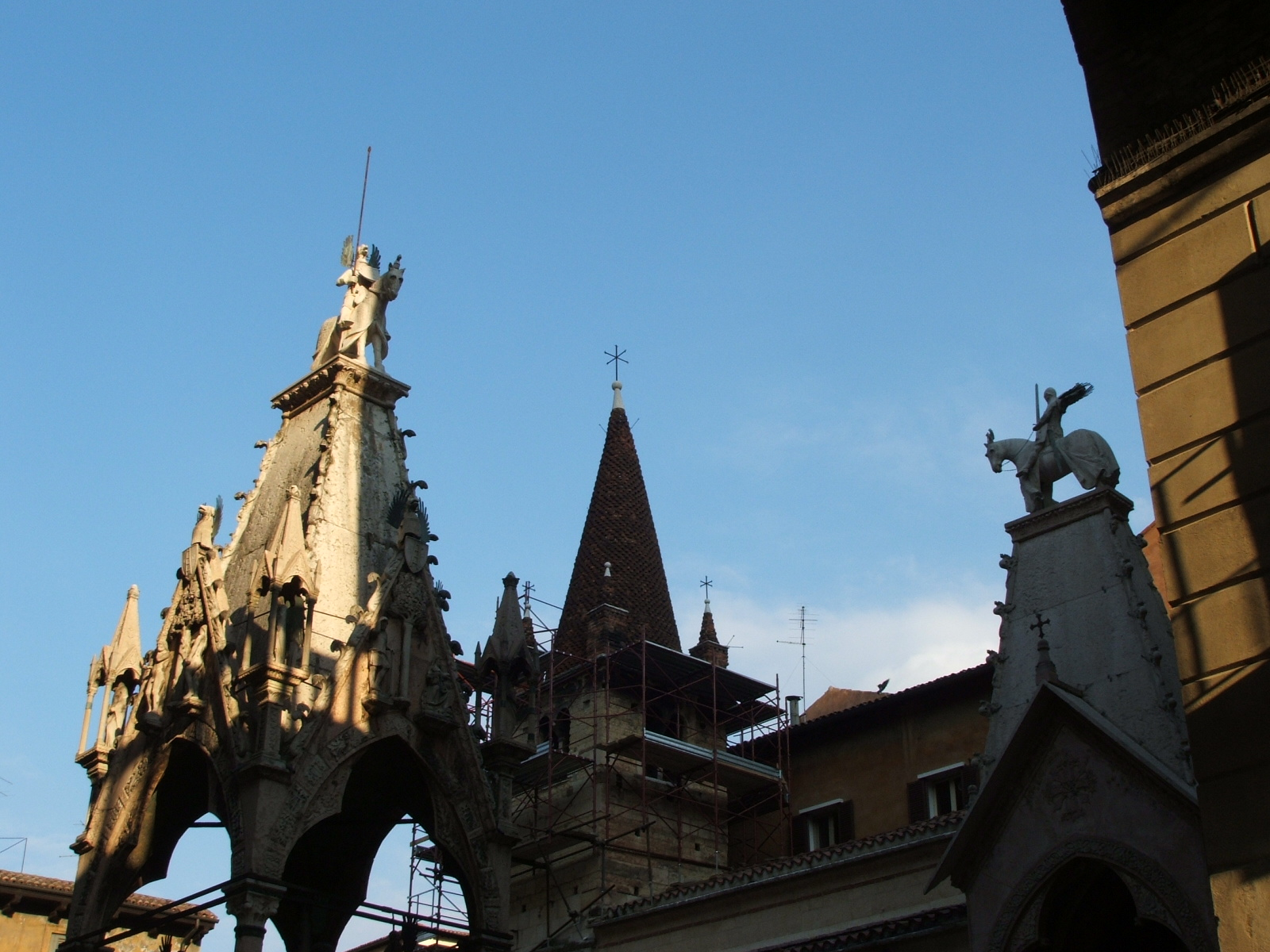
Remate de ambas.
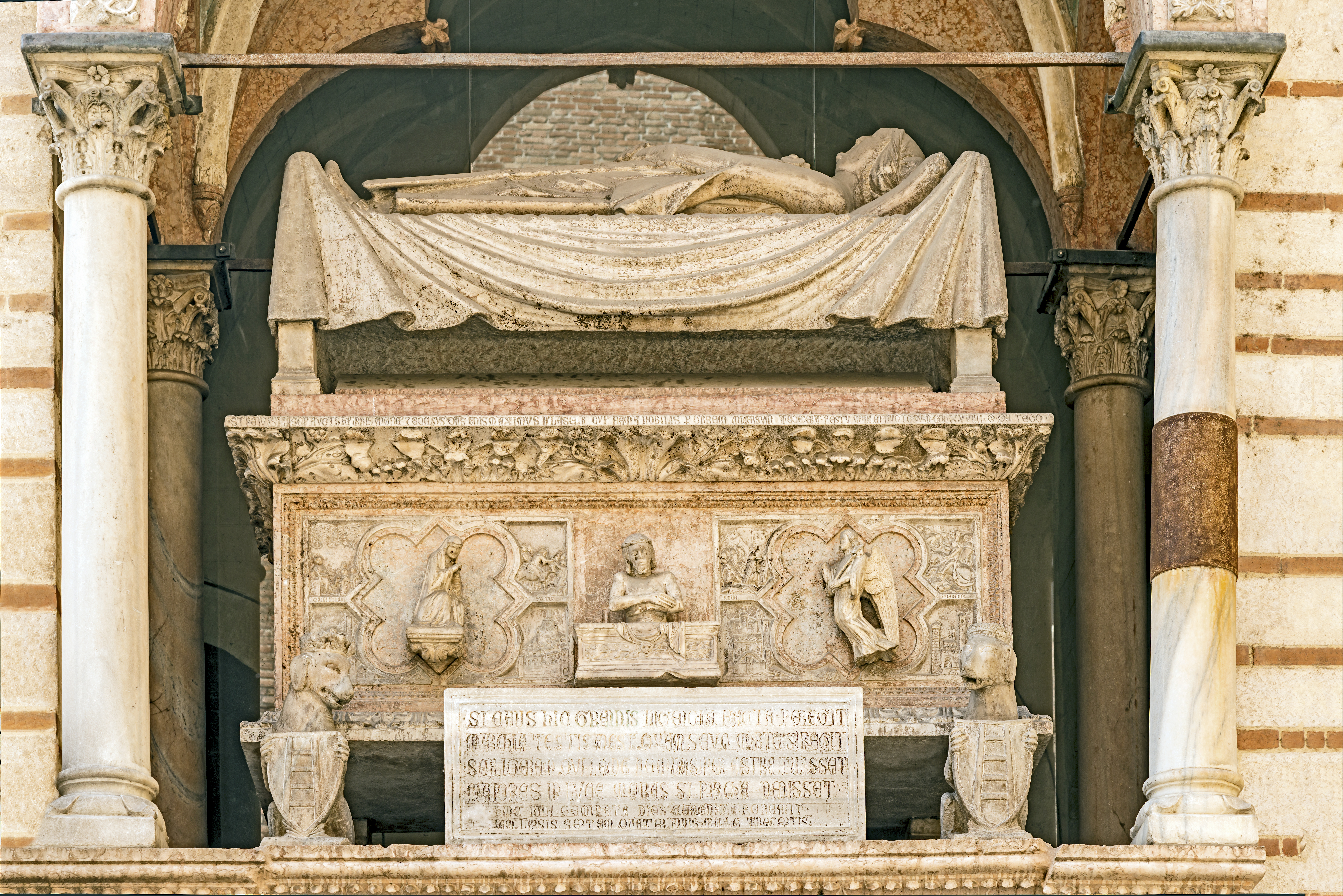
L'arca di Cangrande.
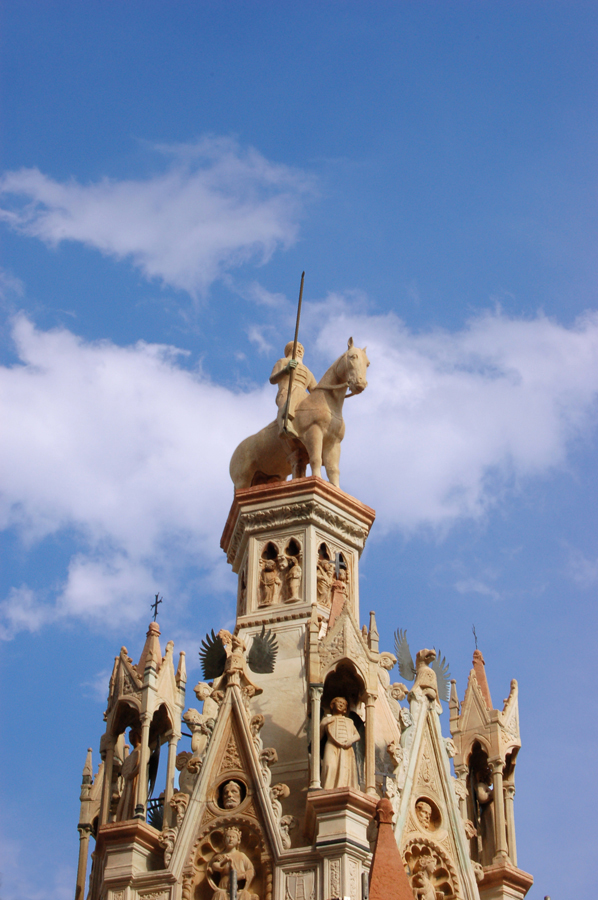
Remate de la tumba de Cansignorio.
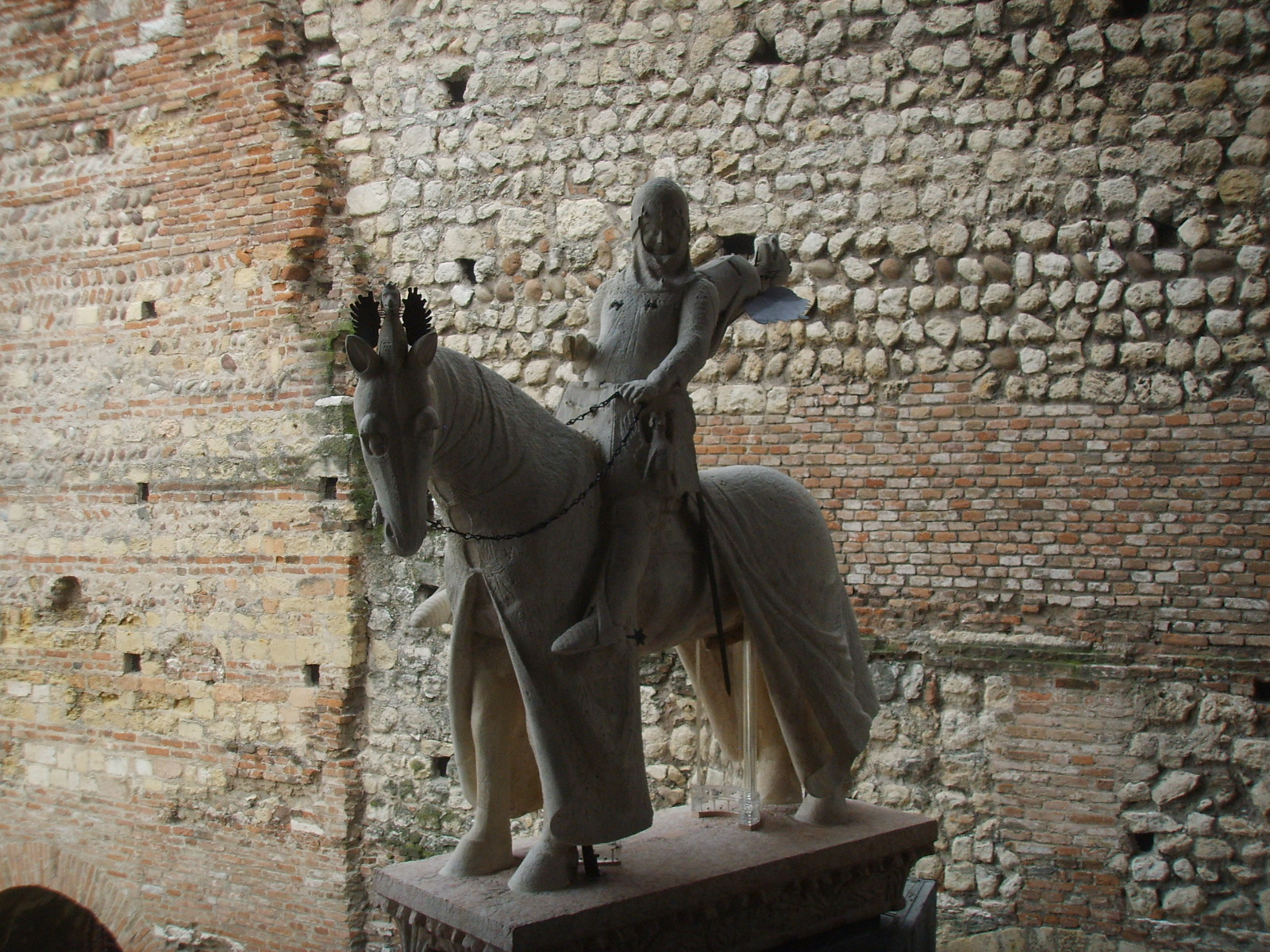
Cangrande.
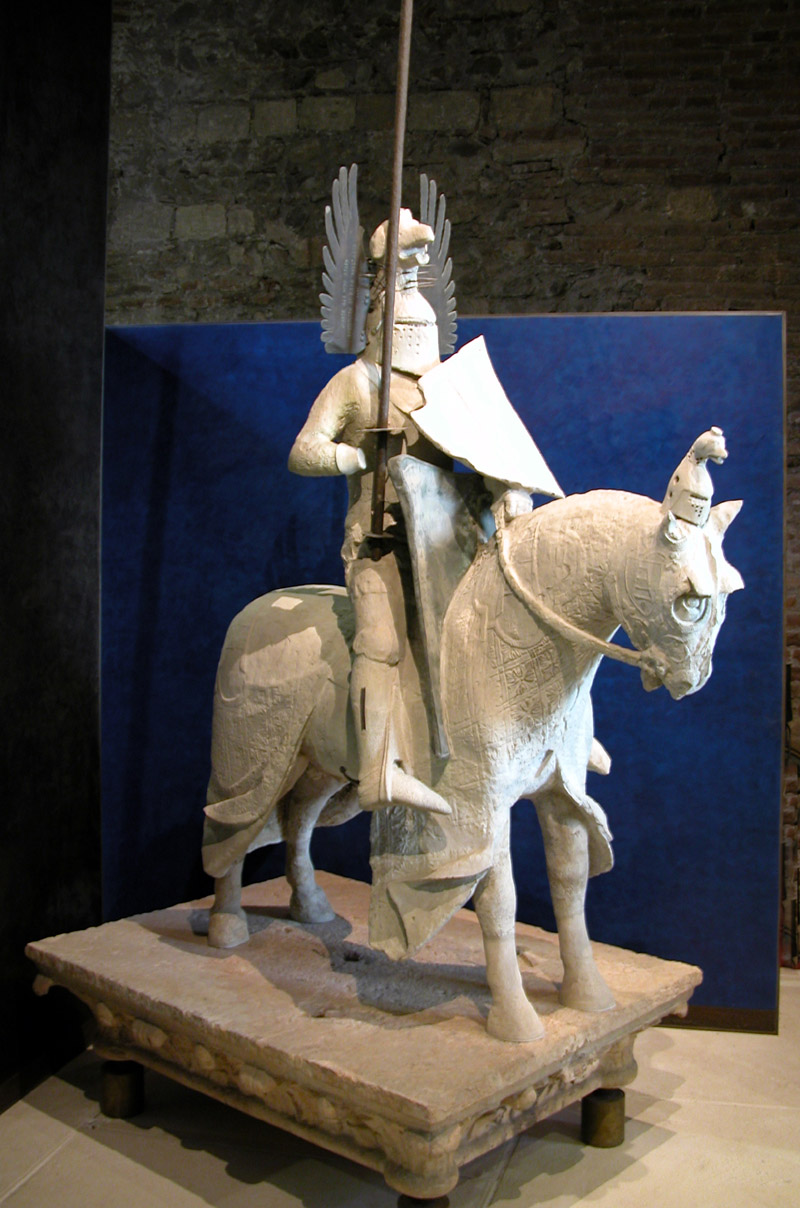
Mastino II.
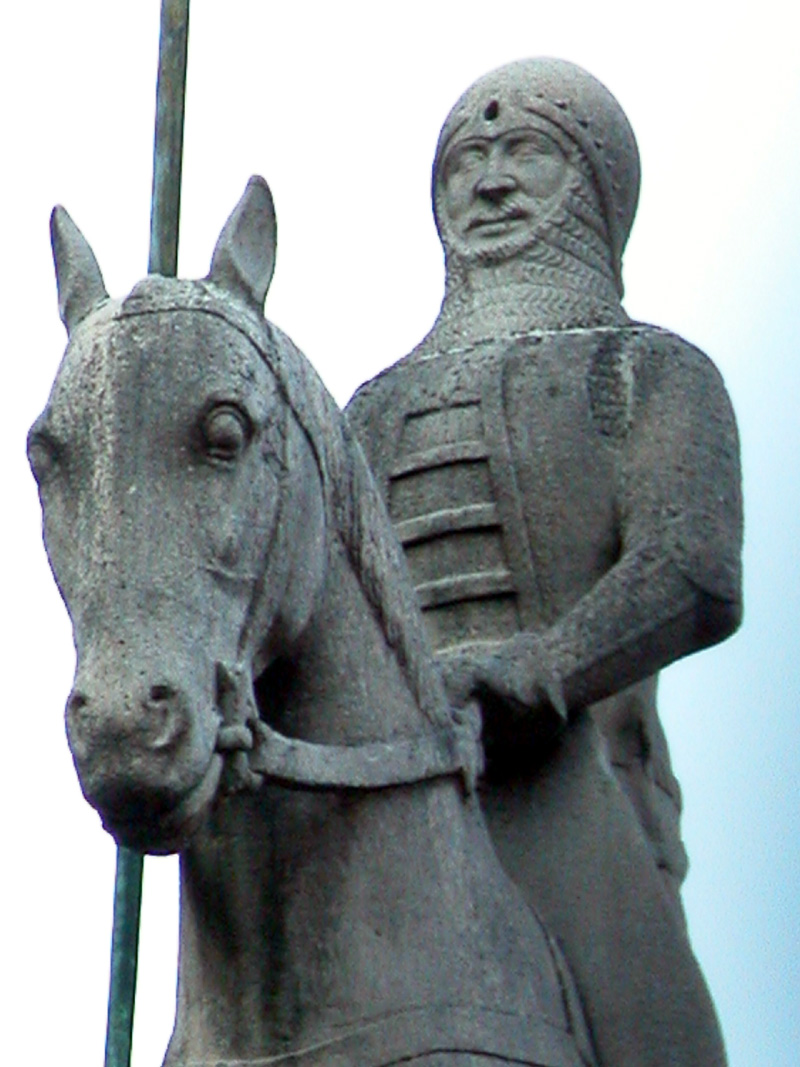
Cansignorio.
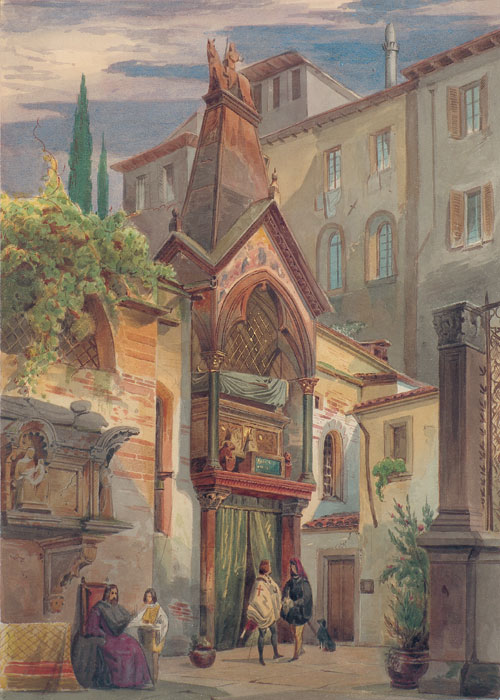
Recreación historicista romántica (acuarela de Eduard Gerhardt,[12] 1845).
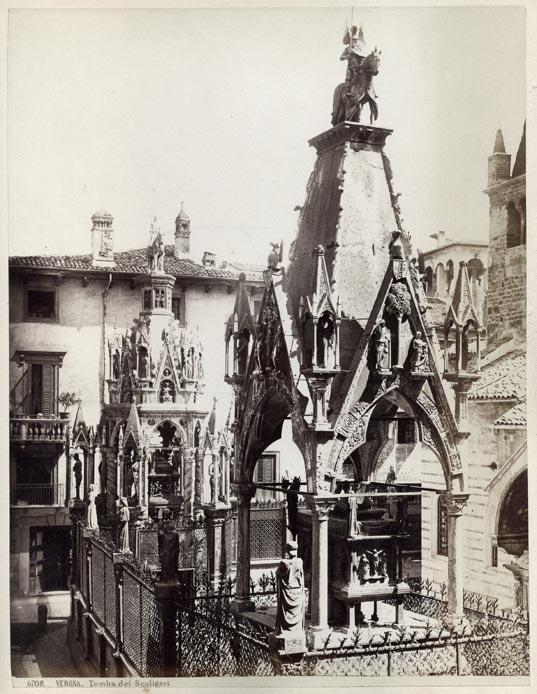
Fotografía antigua (anterior a 1914).

## Precedentes

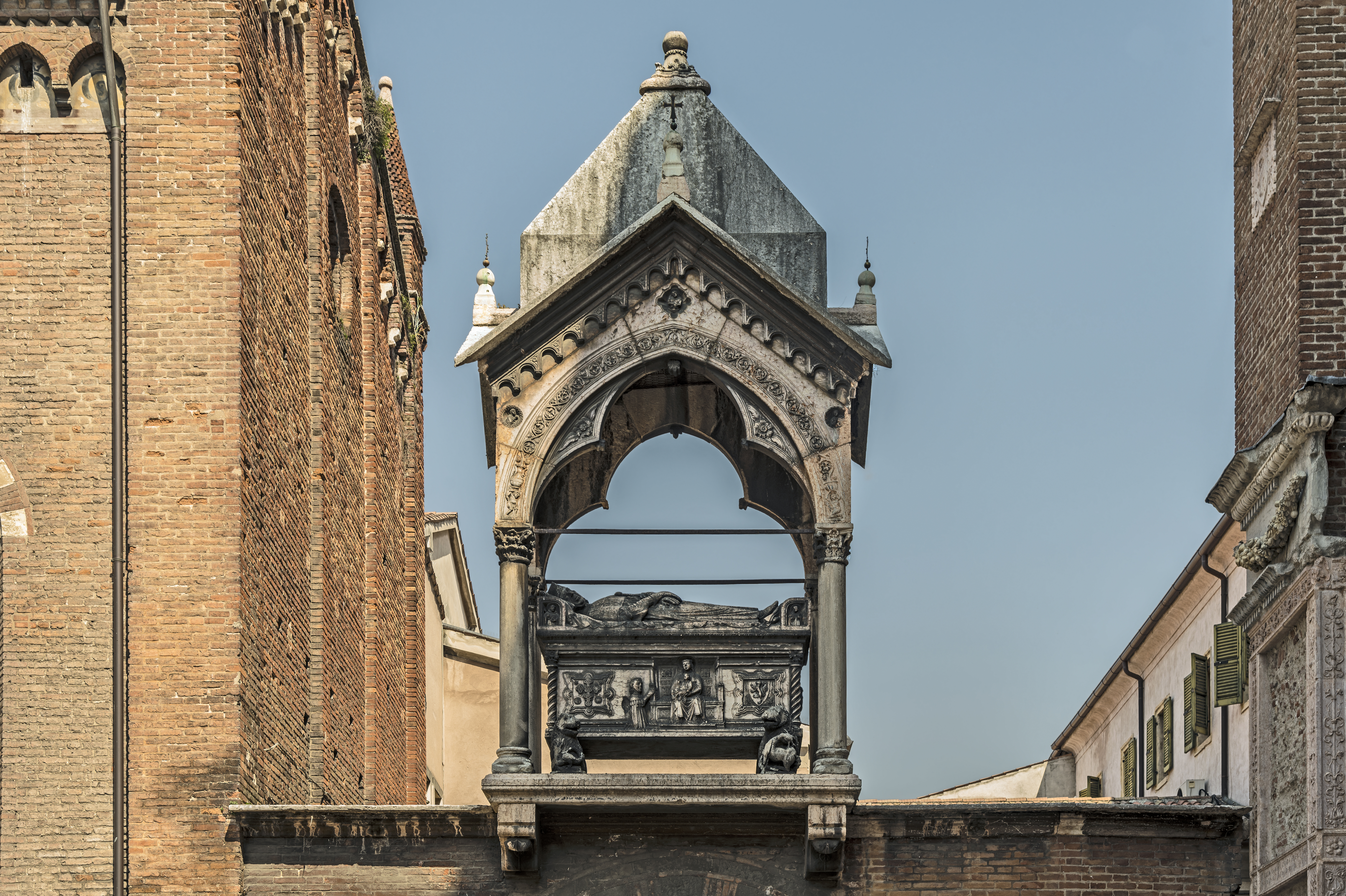
Arca de Guglielmo da Castelbarco[13] junto a la iglesia de Santa Anastasia de Verona. Muerto en 1320, fue un condottiero partidario de los Scaglieri.

## Imitaciones neogóticas

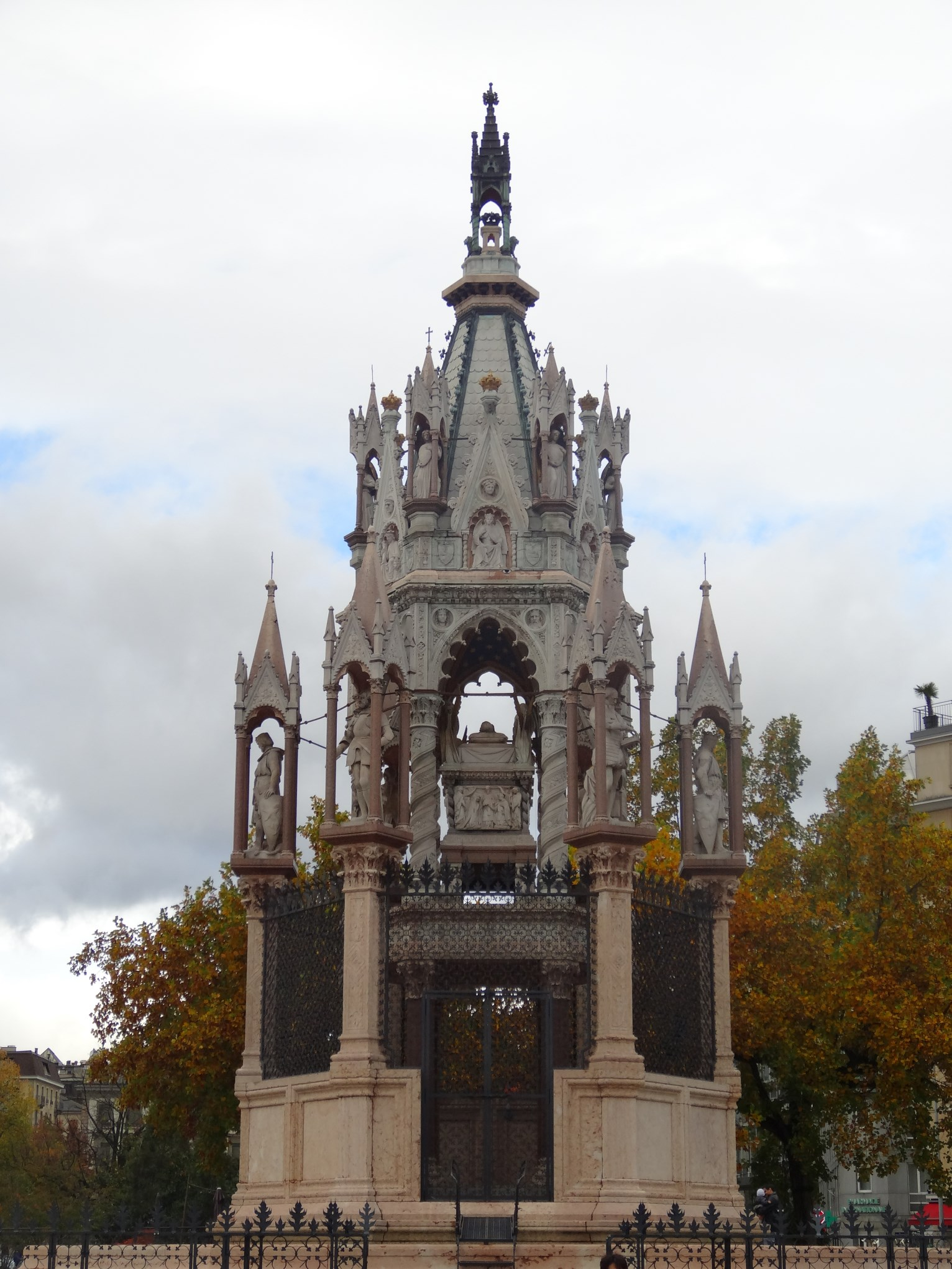
Monumento Brunswick[14] en Ginebra, Jean Franel,[15] 1879.